# Molophilus hollowayi
Molophilus hollowayi är en tvåvingeart som beskrevs av Günther Theischinger 1988. Molophilus hollowayi ingår i släktet Molophilus och familjen småharkrankar. Inga underarter finns listade i Catalogue of Life.